# دونالد ئی. تورین
دونالد ئی. تورین (انگلیسی: Donald E. Thorin; ۱۲ اکتبر ۱۹۳۴ – ۹ فوریهٔ ۲۰۱۶) فیلم‌بردار اهل ایالات متحده آمریکا بود. وی بین سال‌های ۱۹۵۸ تا ۲۰۰۳ میلادی فعالیت می‌کرد.

## فیلم‌شناسی
| سال  | فیلم                                    | کارگردان                                                   |
| ---- | --------------------------------------- | ---------------------------------------------------------- |
| ۱۹۸۱ | سارق                                    | مایکل مان                                                  |
| ۱۹۸۲ | یک افسر و یک جنتل‌من                     | تیلور هاکفورد                                              |
| ۱۹۸۳ | Bad Boys                                | ریک رزنتال                                                 |
| ۱۹۸۴ | Against All Odds                        | Taylor Hackford                                            |
| ۱۹۸۴ | باران ارغوانی                           | Albert Magnoli                                             |
| ۱۹۸۵ | Mischief                                | Mel Damski                                                 |
| ۱۹۸۶ | گربه‌های وحشی (فیلم ۱۹۸۶)                | مایکل ریچی                                                 |
| ۱۹۸۶ | American Anthem                         | Albert Magnoli                                             |
| ۱۹۸۶ | کودک پرافتخار                           | Michael Ritchie                                            |
| ۱۹۸۸ | The Couch Trip                          | Michael Ritchie                                            |
| ۱۹۸۸ | گریز نیمه‌شب                             | مارتن برست                                                 |
| ۱۹۸۹ | Troop Beverly Hills                     | جف کنیو                                                    |
| ۱۹۸۹ | Collision Course                        | لوئیس تیگ                                                  |
| ۱۹۸۹ | زندان                                   | جان فلین                                                   |
| ۱۹۸۹ | تانگو و کش                              | آندری کونچالوفسکی پیتر مک‌دونالد Albert Magnoli استوارت برد |
| ۱۹۹۱ | مرد در شرف ازدواج                       | Jerry Rees                                                 |
| ۱۹۹۲ | یکه و تنها                              | فرانسیس وبر                                                |
| ۱۹۹۲ | بوی خوش زن                              | Martin Brest                                               |
| ۱۹۹۳ | Undercover Blues                        | هربرت راس                                                  |
| ۱۹۹۴ | Little Big League                       | اندرو شینمن                                                |
| ۱۹۹۵ | بدون پسران زندگی معنا ندارد             | Herbert Ross                                               |
| ۱۹۹۵ | ایس ونچورا: هنگامی که طبیعت فرا می‌خواند | استیو اودکرک                                               |
| ۱۹۹۶ | The First Wives Club                    | هیو ویلسون                                                 |
| ۱۹۹۷ | چیزی برای از دست دادن نیست              | Steve Oedekerk                                             |
| ۱۹۹۹ | Mickey Blue Eyes                        | Kelly Makin                                                |
| ۱۹۹۹ | Dudley Do-Right                         | Hugh Wilson                                                |
| ۲۰۰۰ | شفت                                     | جان سینگلتون                                               |
| ۲۰۰۳ | رئیس دولت                               | کریس راک                                                   |